# Marek Kusto
Marek Andrzej Kusto (* 29. April 1954 in Bochnia, Polen) ist ein ehemaliger polnischer Fußballspieler und Fußballtrainer.

## Vereinskarriere
In seiner gesamten Karriere spielte Marek Kusto bei nur drei Profivereinen (Wisła Kraków, Legia Warschau und KSK Beveren).

## Nationalmannschaft
Er bestritt insgesamt 19 Spiele für Polen, in denen er dreimal traf.
Kusto debütierte am 13. April 1974 in Port-au-Prince beim Freundschaftsspiel gegen Haiti für Polen (1:2) und absolvierte sein letztes Spiel für Polen am 12. September 1984 in Helsinki gegen Finnland (2:0).

## Erfolge
- Polnischer Pokalsieger (1980, 1981)
- Belgischer Meister (1984)
- Belgischer Pokalsieger (1983)
- Belgischer Supercupsieger (1985)
- WM-Dritter (1974, 1982)
- WM-Teilnahme (1974, 1978, 1982)

| Personendaten    | Personendaten             |
| ---------------- | ------------------------- |
| NAME             | Kusto, Marek              |
| ALTERNATIVNAMEN  | Kusto, Marek Andrzej      |
| KURZBESCHREIBUNG | polnischer Fußballspieler |
| GEBURTSDATUM     | 29. April 1954            |
| GEBURTSORT       | Bochnia, Polen            |